# 安宏乡 (安乡县)
安宏乡，是中华人民共和国湖南省常德市安乡县下辖的一个乡镇级行政单位。

## 行政区划
安宏乡下辖以下地区：
唐家铺社区、枞杨树村、西李家村、同春村、潘田村、和平村、唐家铺村、太平村、格道湾村、宏湖村、小河口村和八百弓村。